# Stema Dominicăi

Stema Dominicăi

Stema Dominicăi a fost adoptată pe 21 iulie 1961. Este alcătuită dintr-un scut susținut de doi papagali sisserou care un scut deasupra căruia se află un leu răgând. Cadranele scutului prezintă o canoe, un bananier, un palmier și o broască din specia autohtonă cunoscută sub numele de pui de munte. Sub scut se află deviza națională: Apres Bondie C'est La Ter (După Dumnezeu Pământul).